# Pulitzer-Preis 2023
Der Pulitzer-Preis 2023 war die 107. Verleihung des renommierten US-amerikanischen Literaturpreises. Die Preisträger wurden am 8. Mai 2023 vom Pulitzer Prize Board für Arbeiten des Jahres 2022 bekannt gegeben. Die Jury bestand aus 17 Personen unter dem Vorsitz von Neil Brown und Tommie Shelby.

## Preisträger

### Bereich Journalismus(Journalism)
| Kategorie                                                  | Preisträger                                                                                   | Begründung |
| ---------------------------------------------------------- | --------------------------------------------------------------------------------------------- | --- |
| Dienst an der Öffentlichkeit (Public Service)              | Mstyslav Chernov, Evgeniy Maloletka, Vasilisa Stepanenko und Lori Hinnat von Associated Press | Preis verliehen für mutige Berichterstattung aus der belagerten Stadt Mariupol, die Zeuge des Abschlachtens von Zivilisten bei der russischen Invasion in der Ukraine war. |
| Aktuelle Berichterstattung (Breaking News Reporting)       | Mitarbeiter von The Los Angeles Times                                                         | Preis verliehen für die Enthüllung eines heimlich aufgezeichneten Gesprächs zwischen städtischen Beamten, das rassistische Äußerungen enthielt, gefolgt von Berichten über die schnell entstandenen Unruhen und ausführlichen Berichten, die sich eingehender mit den rassistischen Problemen in der lokalen Politik befassten.                                                                           |
| Investigativer Journalismus (Investigative Reporting)      | Mitarbeiter von The Wall Street Journal                                                       | Preis verliehen für geharnischte Rechenschaftsberichte über finanzielle Interessenkonflikte von Beamten in 50 Bundesbehörden, die den Kauf und Verkauf von Aktien, die sie beaufsichtigen, und andere ethische Verstöße von Personen, die mit der Wahrung der Interessen der Öffentlichkeit beauftragt sind, aufdecken.                                                                                   |
| Hintergrundberichterstattung (Explanatory Reporting)       | Caitlin Dickerson von The Atlantic                                                            | Preis verliehen für einen ausführlichen und überzeugenden Bericht über die Politik der Trump-Administration, die Kinder von ihren Eltern trennte, was zu Missständen führte, die auch unter der aktuellen Regierung andauern. |
| Lokale Berichterstattung (Local Reporting)                 | Anna Wolfe vom Mississippi Today, Ridgeland                                                   | Preis verliehen für einen Bericht, der aufdeckte, wie ein ehemaliger Gouverneur von Mississippi sein Amt nutzte, um Millionen von staatlichen Wohlfahrtsgeldern zu Gunsten seiner Familie und Freunde, einschließlich des NFL-Quarterbacks Brett Favre, zu verwenden. |
| Berichterstattung im Inland (National Reporting)           | Caroline Kitchener von The Washington Post                                                    | Preis verliehen für die schonungslose Berichterstattung über die komplexen Folgen des Lebens nach Roe v. Wade, einschließlich der Geschichte einer texanischen Teenagerin, die Zwillinge zur Welt brachte, nachdem ihr durch neue Einschränkungen eine Abtreibung verwehrt wurde. |
| Auslandsberichterstattung (International Reporting)        | Mitarbeiter von The New York Times                                                            | Preis verliehen für ihre schonungslose Berichterstattung über den Einmarsch Russlands in die Ukraine, einschließlich einer achtmonatigen Untersuchung der ukrainischen Todesopfer in der Stadt Butscha und der für die Morde verantwortlichen russischen Einheit. |
| Feature Writing (Feature Writing)                          | Eli Saslow von The Washington Post                                                            | Preis verliehen für eindrucksvolle Geschichten von Menschen, die mit der Pandemie, Obdachlosigkeit, Sucht und Ungleichheit zu kämpfen haben, die zusammen ein scharf beobachtetes Porträt des heutigen Amerika ergeben. |
| Kommentar (Commentary)                                     | Kyle Whitmire von AL.com                                                                      | Preis verliehen für maßvolle und überzeugende Kolumnen, die dokumentieren, wie Alabamas konföderiertes Erbe die Gegenwart immer noch mit Rassismus und Ausgrenzung färbt, erzählt durch Tourenbeschreibungen durch die erste Hauptstadt, ihre Herrenhäuser und Denkmäler – und durch die Geschichte, die ausgelassen wurde.                                                                               |
| Kritik (Criticism)                                         | Andrea Long Chu vom New York Magazin                                                          | Preis verliehen für Buchbesprechungen, die sowohl die Autoren als auch ihre Werke unter die Lupe nehmen und einige der brisantesten Themen der Gesellschaft durch die Brille verschiedener Kulturen betrachten. |
| Leitartikel (Editorial Writing)                            | Redaktion des Miami Herald                                                                    | Preis verliehen für Leitartikel über das Versagen der Behörden in Florida, um viele vom Steuerzahler finanzierte Annehmlichkeiten und Dienstleistungen, die den Einwohnern über Jahrzehnte versprochen wurden, zu erfüllen. |
| Karikatur (Illustrated Reporting and Commentary)           | Mona Chalabi von The New York Times                                                           | Preis verliehen für eindrucksvolle Illustrationen, die statistische Berichte mit scharfen Analysen kombinieren, um den Lesern zu helfen, den immensen Reichtum und die wirtschaftliche Macht von Amazon-Gründer Jeff Bezos zu verstehen. |
| Aktuelle Fotoberichterstattung (Breaking News Photography) | Fotografen von Associated Press                                                               | Preis verliehen für einzigartige und eindringliche Bilder aus den ersten Wochen des russischen Einmarsches in der Ukraine, darunter die Verwüstung von Mariupol, nachdem andere Nachrichtenorganisationen abgereist waren, die Opfer des Angriffs auf die zivile Infrastruktur und die Widerstandsfähigkeit der ukrainischen Bevölkerung, die fliehen konnte.                                             |
| Feature-Fotoberichterstattung (Feature Photography)        | Christina House von der Los Angeles Times                                                     | Preis verliehen für einen intimen Einblick in das Leben einer schwangeren 22-jährigen Frau, die auf der Straße in einem Zelt lebt – Bilder, die ihre emotionale Verletzlichkeit zeigen, während sie versucht, ihr Kind großzuziehen, und schließlich den Kampf verliert. |
| Audio-Berichterstattung (Audio-Reporting)                  | Mitarbeiter von Gimlet Media, insbesondere Connie Walker                                      | Preis verliehen für deren Nachforschungen über die schwierige Vergangenheit ihres Vaters, die eine größere Geschichte des Missbrauchs hunderter indigener Kinder in einer indianischen Internatsschule in Kanada ans Licht brachten, darunter auch andere Mitglieder von Walkers Großfamilie, eine persönliche Suche nach Antworten, die gekonnt mit rigorosen investigativen Berichten kombiniert wurde. |

### Bereich Literatur, Theater und Musik(Books, Drama & Music)
| Kategorie                                              | Preisträger |
| ------------------------------------------------------ | --- |
| Belletristik (Fiction)                                 | Demon Copperhead von Barbara Kingsolver |
| Theater (Drama)                                        | English von Sanaz Toossi |
| Geschichte (History)                                   | Freedom's Dominion: A Saga of White Resistance to Federal Power von Jefferson Cowie |
| Biographie (Biography)                                 | G-Man: J. Edgar Hoover and the Making of the American Century von Beverly Gage |
| Memoiren oder Autobiographie (Memoir or Autobiography) | Stay True von Hua Hsu |
| Dichtung (Poetry)                                      | Then the War: And Selected Poems, 2007-2020 von Carl Phillips |
| Sachbuch (General Nonfiction)                          | His Name Is George Floyd: One Man's Life and the Struggle for Racial Justice von Robert Samuels und Toluse Olorunnipa (vom Pulitzer Prize Board aus der Kategorie Biography or Autobiography verschoben) |
| Musik (Music)                                          | Omar von Rhiannon Giddens und Michael Abels |